# AgustaWestland AW139
AgustaWestland AW139 — англо-итальянский двухдвигательный многоцелевой среднеразмерный вертолёт на 15 мест в стандартной версии. 
Разработан компаниями Agusta и Bell Helicopters под обозначением Agusta-Bell AB139. Когда из проекта вышла компания Bell был переименован AW139, а после вхождения AgustaWestland в холдинг Leonardo модель стала известна как Leonardo AW139.
Кроме мощностей AgustaWestland в Италии и США в производстве участвуют другие компании. Например, польский производитель PZL-Świdnik и HeliVert, совместное предприятие AgustaWestland и холдинга «Вертолёты России», создавшее производственную линию в России.
В зависимости от модификации и компоновки AW139 может выполнять различные гражданские работы: корпоративные перевозки, транспортировку грузов, пожаротушение, поисково-спасательные работы, оказание неотложной медицинской помощи, ликвидацию последствий стихийных бедствий и морское патрулирование. Также его можно применять при охране правопорядка и для решения военных задач.
Крупные парки гражданских модификаций были получены операторами CHC Helicopter, Gulf Helicopters и Weststar Aviation. Эксклюзивное соглашение на поставку AW139 в Японию получила компания Mitsui Bussan Aerospace. Характеристики модели позволили ей стать популярной среди операторов, обслуживающих морскую нефтегазовую отрасль. Для военных была разработана модель AW139M, которую первыми закупили итальянские ВВС. ВВС США используют другую военную модификацию — MH-139 Grey Wolf.

## Описание
AW139 — средний двухдвигательный многоцелевой вертолёт, созданный итальянской компанией Leonardo Helicopters (ранее AgustaWestland) с использованием несущей системы, двигателей и трансмиссии вертолёта А129. Модель полностью соответствует поправкам к правилам Федерального управления гражданской авиации США и Европейского агентства по авиационной безопасности. Rotor & Wing охарактеризовал AW139 «послушным и предсказуемым».
Также это единственный вертолёт в своей весовой категории, который может оснащаться комплексной противообледенительной системой, развивая при этом крейсерскую скорость до 306 км/ч, а среди доступного оборудования для данного вертолёта предусмотрена защита от электромагнитных импульсов, электромагнитных помех и мощных электромагнитных полей.

### Разработка и развитие

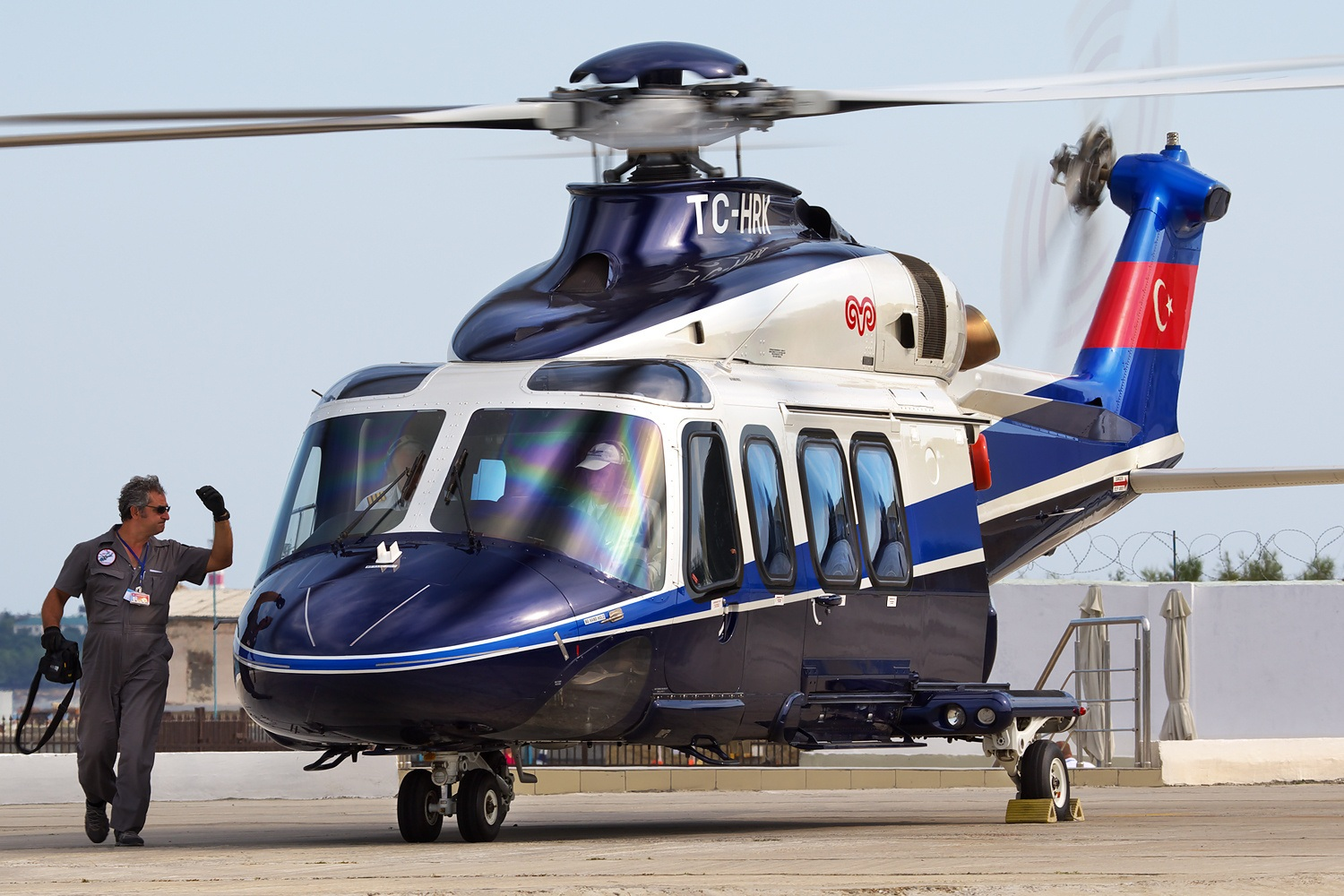
Корпоративный транспорт AW139

В 1997 году итальянская вертолетостроительная компания Agusta начала разрабатывать замену вертолётам семейства Bell Huey, которые строились в большом количестве компанией Bell Helicopter и по лицензии Agusta. Потенциал рынка оценивался в 900 самолетов. В 1998 году Bell и Agusta создали совместное предприятие Bell/Agusta Aerospace Company (BAAC) для разработки обычного вертолета и винтокрыла. Они стали Bell/Agusta AB139 и Bell/Agusta BA609 соответственно. Bell должна была стать ведущим партнером в разработке BA609, а Agusta — ведущим партнером в разработке AB139. Производство, продажи и поддержка должны были быть совместными.
В сентябре 2000 года поступил первый заказ от Bristow Helicopters. Первый предсерийный вертолет совершил полет 3 февраля 2001 года в Верджате в Италии, еще два AW139 участвовали в летных испытаниях. Первый серийный AW139 совершил первый полет 24 июня 2002 года. Европейский сертификат JAA вертолёт получил в июне 2003 года, сертификат FAA — в декабре 2004 года. К маю 2005 года было получено более 100 заказов по всему миру на AW139. В США тип продавался под обозначением US139 и был заявлен на конкурс легких утилитарных вертолетов для армии США.
Ключевым рынком для AW139 стала нефтегазовая промышленность, которой требовались вертолеты повышенной выносливости для работы на шельфе. В 2005 году AgustaWestland выкупила 25 % акций Bell в программе и все права на AW139 за 95 миллионов долларов.
В апреле 2008 года компания AgustaWestland сообщила, что сертифицирует увеличение максимальной полной массы AW139 до 14 991 фунта (6 800 кг), чтобы повысить конкурентоспособность на рынке дальних полетов, где лидировали более крупные Sikorsky S-92 и Eurocopter EC225. В 2007 году открыли вторую производственную линию на американском заводе AgustaWestland Aerospace в Филадельфии, штат Пенсильвания. Завод в Филадельфии выпустил 200-й AW139 в сентябре 2014 года, после чего производство в США должно было достичь 40 единиц в год. В 2010 году на эту модель пришлось 9,5 % общего дохода компании. К 2011 году AgustaWestland производила 90 AW139 в год. К 2013 году было продано 720 вертолётов AW139 более чем 200 операторам в 60 странах.

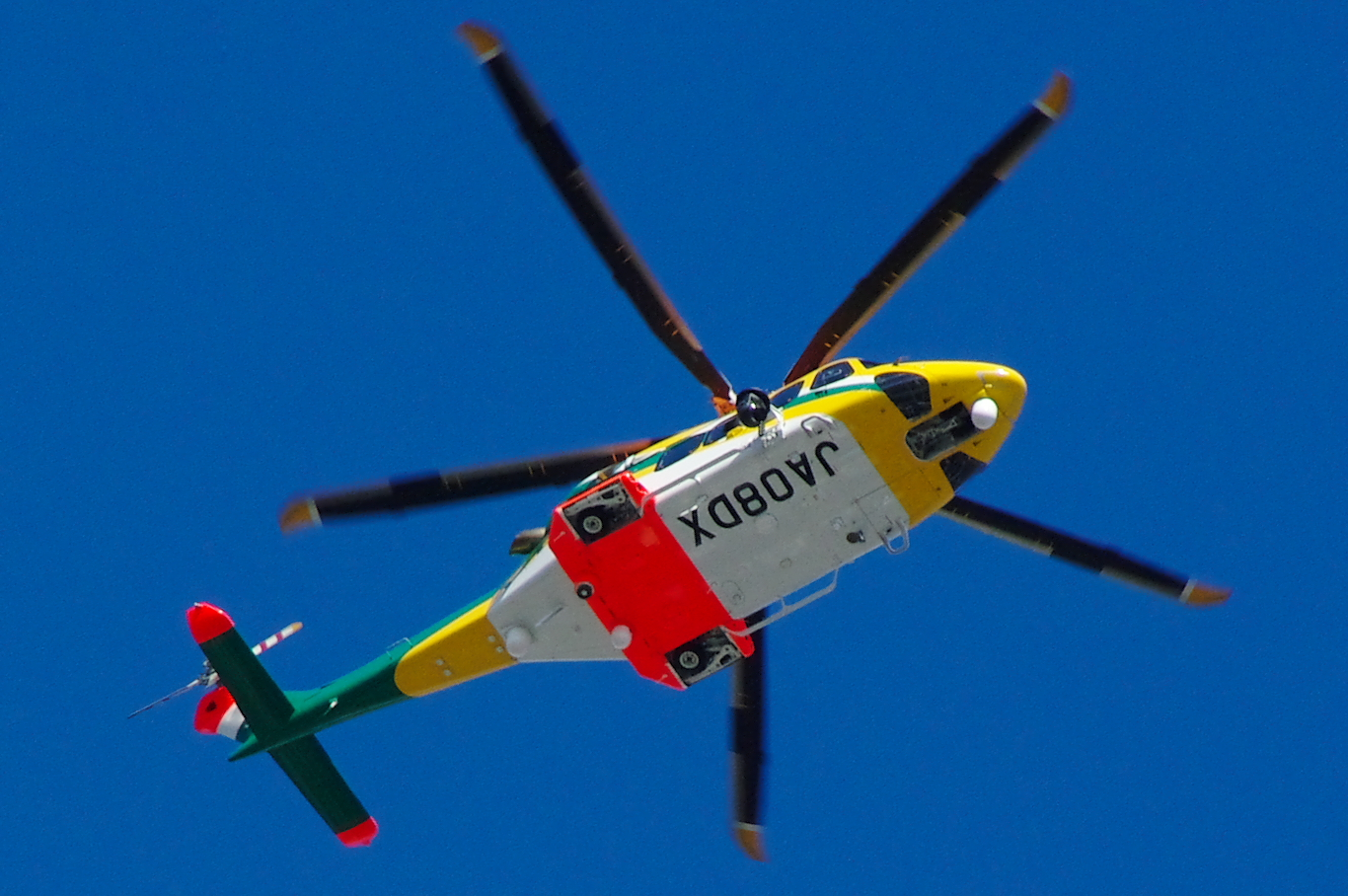
У AW139 пятилопастный несущий винт и убирающееся шасси

В 2011 году компания AgustaWestland представила военную конфигурацию AW139M, которую продвигали на американском рынке, в том числе для программы ВВС США Common Vertical Lift Support Program. AW139M обладает низкой тепловой и акустической сигнатурой, а также оснащен инфракрасной системой переднего обзора высокого разрешения (FLIR), системой самозащиты и шасси повышенной грузоподъемности. Значительная часть оборудования — от американских производителей. Также доступны система внешних креплений, подходящих для различного вооружения и систем хранения, бронированные сиденья, самогерметизирующиеся топливные баки и система полной защиты от обледенения для всепогодных операций.
AW139 —  основа для обновленной бизнес-стратегии AgustaWestland, согласно которой компания стремится к созданию стандартизированного семейства вертолетов с общими конструктивными особенностями. Совместное использование компонентов и универсальность проектов должны упростить обслуживание и обучение операторов, снизить стоимость производства. Первым представителем этой группы стал AW139, а с 2014 года к нему присоединились более крупные AW149 и AW189, предназначенные для военных и гражданских заказчиков соответственно. Полученные наработки должны снизить стоимость будущих модернизаций AW139.
В 2015 году компания AgustaWestland представила модель AW139 с увеличенной до семи тонн полной массой, что увеличило дальность полета до 305 км при с 12 пассажирами. Существующие AW139 можно модернизировать под новую модель с большим весом. Утяжеление каркаса происходит за счет снижения температуры и высоких эксплуатационных характеристик. В ноябре 2015 года компания AgustaWestland продемонстрировала 60-минутное испытание главного редуктора AW139 «на сухую» (без масла), что на 30 минут больше, чем у любого другого сертифицированного вертолета на тот момент.

## Лётно-технические характеристики

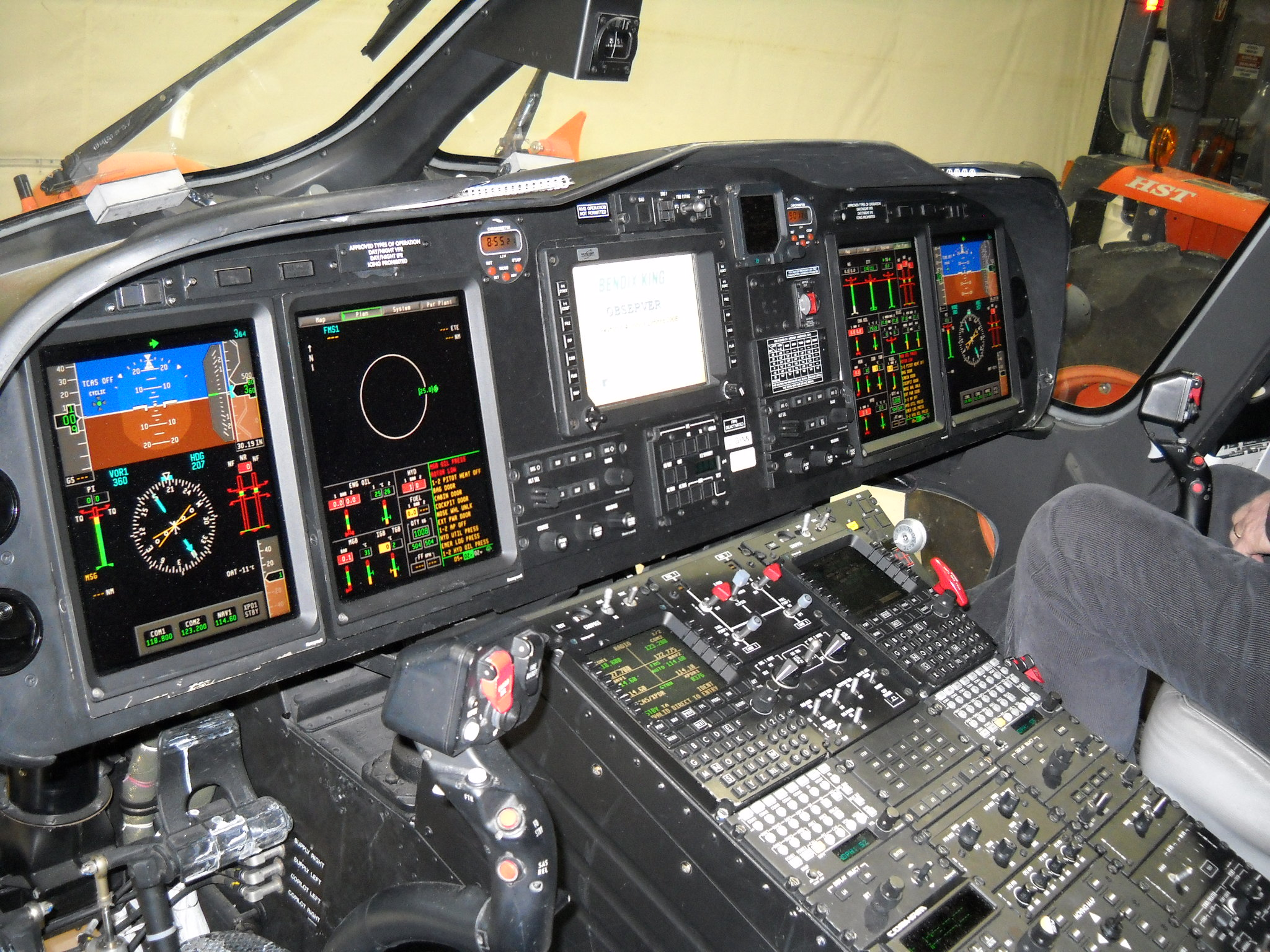
Приборная панель AW139

AW139 - двухдвигательный многоцелевой вертолет с пятилопастным полностью сочлененным несущим винтом с титановой втулкой и композитными лопастями, а также сочлененным хвостовым винтом с четырьмя лопастями на эластомерных подшипниках, с оптимизированными профилями и скоростью вращения. Модель оснащена убирающимся трехколесным шасси, два кормовых колеса которого убираются во внешние спонсоны, которые также используются для размещения аварийного оборудования.
Вертолётом управляет экипаж из двух пилотов, для пассажиров оборудованы три ряда по пять посадочных мест (15 пассажиров). AW139 нацелен на свободную нишу на рынке между  более крупными Eurocopter AS332 Super Puma или Sikorsky S-92 и более мелкими, например, Bell 412 и Eurocopter EC155.
AW139 оснащен двумя турбовинтовыми двигателями Pratt & Whitney Canada PT6C с системой FADEC. Система FADEC плавно регулирует работу двигателей для удобства пилота и комфорта пассажиров, а также может автоматически справиться с отказом одного двигателя без заметных отклонений.
Конструкция вертолёта обеспечивает простое техническое обслуживание. Важные системы легкодоступны, количество деталей по возможности сокращено, многие компоненты рассчитаны на длительный жизненный цикл. На борту установлена система мониторинга здоровья и использования (HUMS).
Более тысячи настраиваемых элементов оборудования можно сконфигурировать по желанию заказчика, включая изменение расположения кресел и установку вспомогательных топливных баков, спасательных подъемников, грузовых крюков, поисковых и метеорологических радаров, систем защиты от обледенения, внешних камер и прожекторов.
Кабина пилота AW139 основана на модульной системе авионики Honeywell Primus EPIC, включающей стеклянный кокпит с четырьмя ЖК-экранами. Большинство самолетов оснащены четырехосевым автопилотом, который обеспечивает более высокие уровни автоматизации и безопасности, а также позволяет использовать, например, автонаведение, которое было опцией на ранних моделях.
Уровень автоматизации позволил сертифицировать самолет для полетов с одним пилотом по правилам полётов по приборам (SPIFR). Кабину пилота можно модифицировать для совместимости с очками ночного видения, а последняя версия авионики Primus EPIC включает систему синтетического видения. Готовят пилотов для работы с такой системой на современных тренажерах уровня D.
У AW139 — самая большая кабина в своем классе, которая вмещает до 15 пассажиров или четверо носилок с сопровождающими медиками. Дополнительный багажный отсек используется для размещения оборудования, чтобы оставить основную кабину свободной.
Элементы конструкции AW139 разработаны и произведены рядом различных компаний. Каркасы, как правило, производятся компанией PZL-Świdnik, которая поставила свой 200-й каркас в апреле 2014 г. Pratt & Whitney Canada производит турбовальные двигатели PT6C для этой модели. Первичная и вторичная трансмиссии разработаны компаниями Westland GKN и Kawasaki Heavy Industries соответственно. Значительная часть авионики поставляет компания Honeywell. Turkish Aerospace Industries получила субподряд на производство различных элементов AW139: фюзеляж, козырек и радиокупол. Окончательная сборка большинства AW139 осуществляется на предприятиях AgustaWestland в Филадельфии, США, и Верджиате, Италия. Вертолёты для заказчиков из стран СНГ, обычно собираются на третьем заводе окончательного производства в Томилино, управляемом компанией HeliVert.

## Эксплуатационная эффективность
Размер салона вертолёта составляет 8 квадратных метров, а багажного отсека — 3,4 квадратных метра. Эти показатели обеспечивают AW139 максимальную универсальность, а также высокие показатели экономичности. Стандартная конфигурация предполагает 12 пассажирских мест в салоне, оснащённом всем необходимым оборудованием, вход в который осуществляется через широкие сдвижные двери. VIP-конфигурация предполагает различные виды интерьера (от 5 до 8 кресел), отделки и систем развлечения (многофункциональные дисплеи) для удовлетворения запросов заказчиков.
Специальное оборудование
- TCAS (Система предупреждения столкновений в воздухе)
- Погодный радар
- HUMS (Бортовая система контроля и диагностики)
- HFDM (Бортовая система управления лётными данными)
- EGPWS (Система предупреждения столкновения с поверхностью)
- Развлекательная система
- Система аварийного приводнения и спасательные плоты
- Дополнительные топливные баки
- Распашные двери салона
- Ступени с электрическим приводом
- Система активного гашения вибраций
- Противообледенительная система
- Телефон стандарта GSM
- Различные виды сидений/ шкафчиков

## История эксплуатации

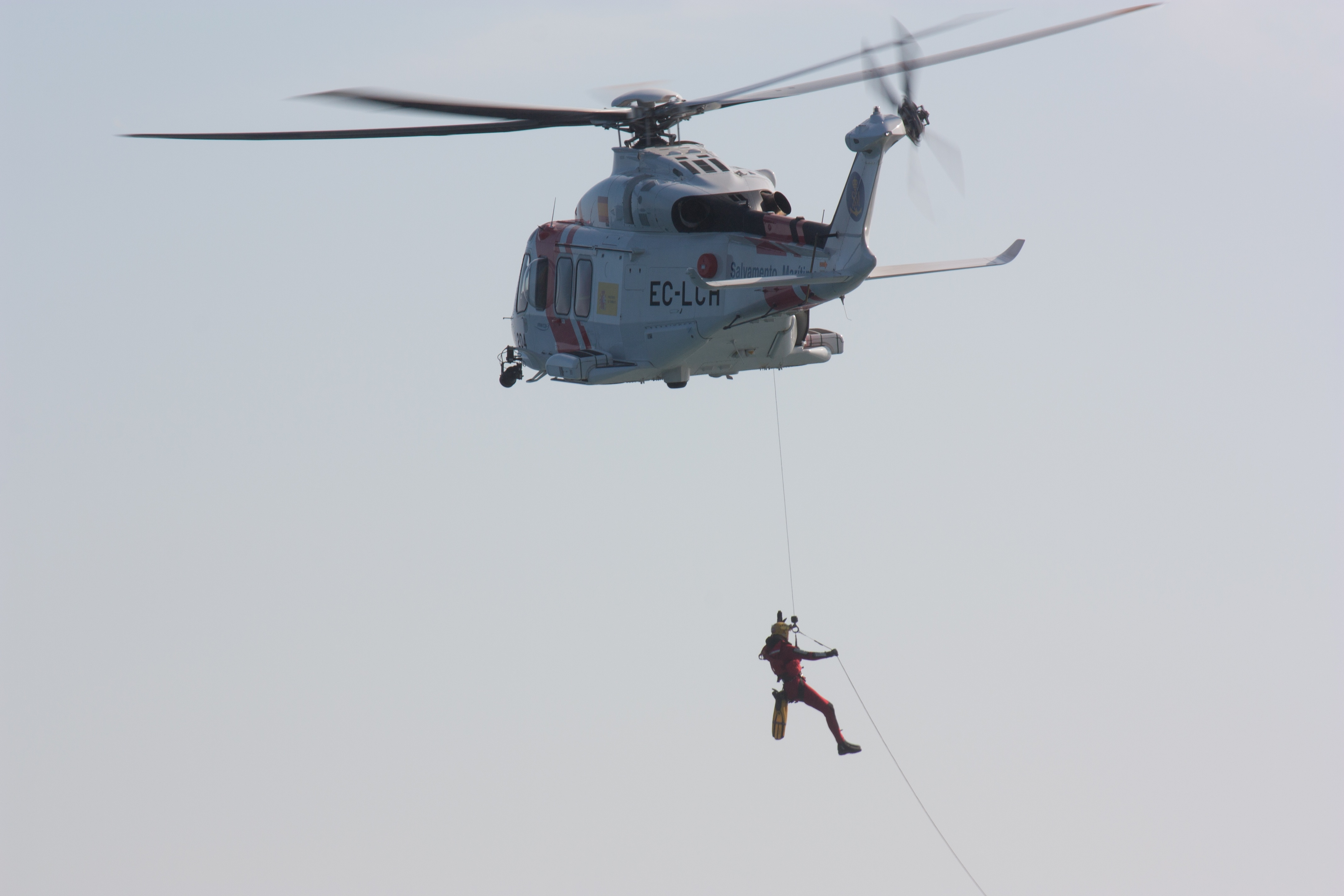
Вертолёт AW139 Испанского агентства морской безопасности во время учений

Первым военным оператором AW139 стал Воздушный корпус Ирландии, который получил первую партию из шести вертолетов в августе 2006 года.
ВВС Объединенных Арабских Эмиратов (9 вертолётов) и ВВС Катара (18 вертолётов)стали вторым и третьим заказчиками военных моделей. Был разработан специализированный военный вариант AW139M, заказчиком которого стали ВВС Италии. На итальянской службе этот тип обозначили как HH-139A, а предназначался он в основном для боевых поисково-спасательных операций (CSAR). Береговая охрана Италии размещала повторные заказы на этот тип в 2010-х годах, заказав 12 AW139 к середине 2016 года.
В феврале 2006 года компания Mitsui Bussan Aerospace подписала контракт стоимостью 100 миллионов долларов на 12 AW139 и эксклюзивное соглашение о дистрибуции вертолёта в Японии. В октябре 2006 года Береговая охрана Японии объявила, что AW139 заменят парк поисково-спасательных вертолетов Bell 212. К началу 2011 года Береговая охрана Японии заказала 18 вертолётов AW139 через компанию Mitsui Bussan в качестве дистрибьютора, а итоговый заказ — 24 единицы техники.
Японское национальное полицейское агентство разместило несколько заказов на AW139. Другие организации в Японии использовали эту модель для электронного контроля, пожаротушения, операций по оказанию помощи при стихийных бедствиях. В 2016 году Leonardo объявила о поставке 50-го AW139 на японский рынок. В марте 2017 года состоялась поставка первого японского AW139 в VIP-конфигурации для нераскрытого заказчика.
На североамериканском рынке первым оператором AW139 стала компания CHC Helicopter. В 2012 году CHC стала крупнейшим оператором AW139 в мире, эксплуатируя парк из 44 вертолетов для поисково-спасательных операций, оказания неотложной медицинской помощи и морских транспортных миссий. В 2015 году ответственность за обслуживание парка AW139 компании CHC была реорганизована в подразделение по техническому обслуживанию, ремонту и капремонту (ТОиР) Heli-One. На ранних этапах деятельность подразделения включала модификацию техники после поставки и капитальный ремонт двигателей. Но Heli-One стремилась расширить сферу своего ТОиР и в координации с Leonardo Helicopters стала авторизованным центром по ремонту компонентов и получила разрешение на выполнение работ по главной коробке передач в апреле 2021 года.
В октябре 2012 года Королевская армия Таиланда заказала пару вертолётов AW139. Еще восемь были произведены в октябре 2015 года. В сентябре 2021 года частная компания Thai Aviation Services договорилась о поставке трёх AW139 для выполнения многолетнего контракта по поддержке работ по добыче нефти и газа в Малайзии. В 2021 году, после вывода из эксплуатации парка Sikorsky S-61 Королевских ВВС Малайзии, эта служба арендовала четыре AW139 в качестве временной замены.

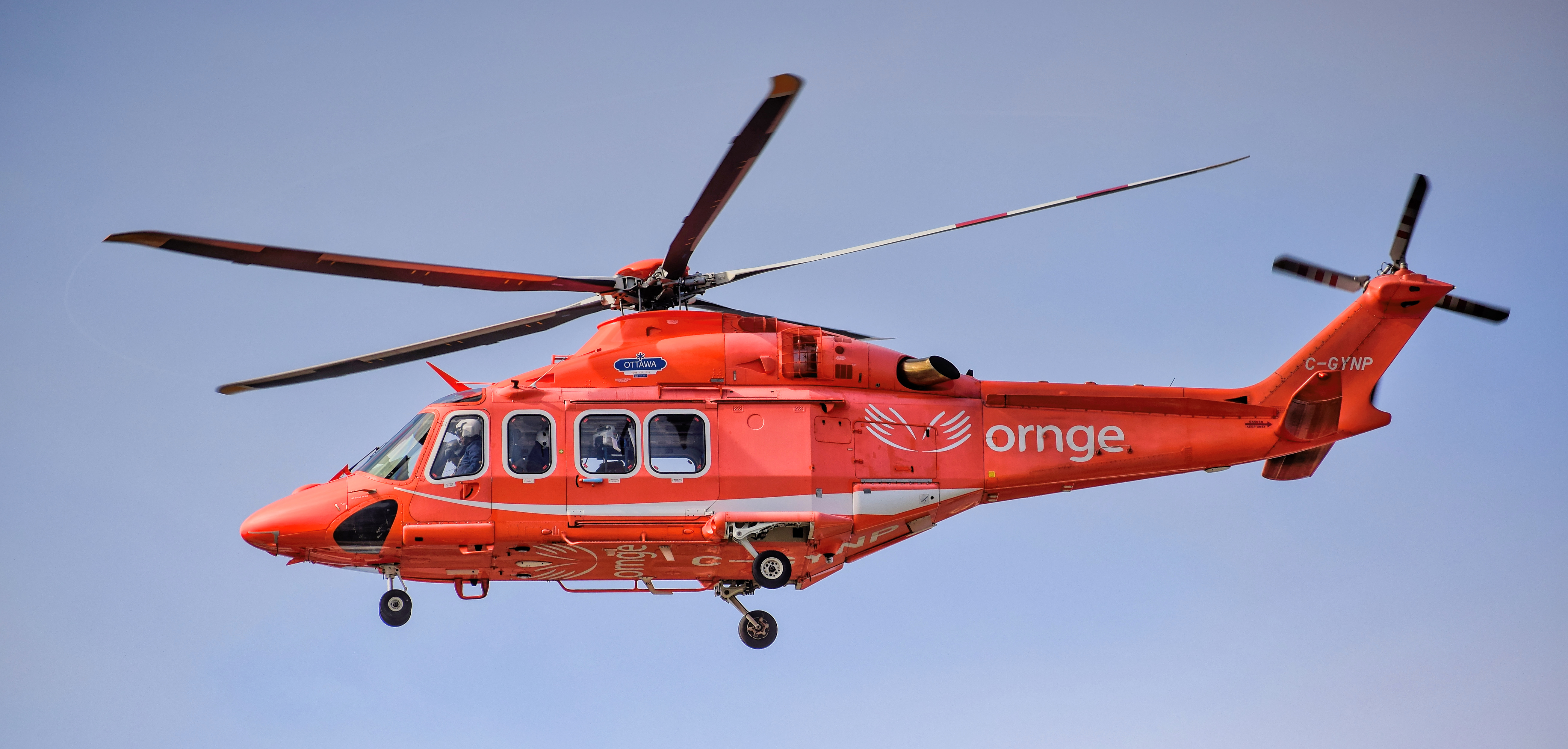
Вертолёт AW139 Службы воздушной скорой помощи Онтарио

Катарская компания Gulf Helicopters стала одним из крупнейших операторов AW139 в мире, впервые заказав модель в 2007 году для перевозок. С тех пор она стала авторизованным сервисным центром и центром обучения. Малайзийский оператор Weststar Aviation является крупнейшим оператором AW139 в Азиатско-Тихоокеанском регионе. К февралю 2014 года компания заказала 34 вертолета. С момента получения первого AW139 в декабре 2010 года Weststar использует эту модель для поддержки морских нефтегазовых операций.
Большое количество AW139 было произведено для российских операторов, в основном по инициативе HeliVert. В сентябре 2014 года компания Exclases Russia заказала три вертолёта в VIP-конфигурации. В декабре 2021 года было объявлено, что HeliVert поставила четыре AW139 государственной корпорации «Ростех». В марте 2022 года, вскоре после вторжения России на Украину, Leonardo Helicopters приостановила свою деятельность в России и ограничила поддержку существующих операторов вертолета в стране.
В июле 2014 года компания AgustaWestland объявила, что суммарный налёт глобального парка вертолётов (770 AW139) превысил миллион летных часов.
В мае 2016 года материнская компания AugustaWestland, Leonardo-Finmeccanica, объявила, что Пакистан подписал контракт на несколько (количество не раскрывается) AW139 в рамках программы обновления флота, состоящей из нескольких партий, включая пакет логистической поддержки и обучения, для выполнения поисково-спасательных операций по всей стране. На момент объявления контракта в Пакистане уже было в общей сложности 11 самолетов AW139, пять из которых использовались для оказания помощи правительству и выполнения общих транспортных задач.
К февралю 2010 года два AW139 были заказаны Пекинским муниципальным бюро общественной безопасности и Шэньчжэньским бюро общественной безопасности для обеспечения правопорядка, оказания помощи при стихийных бедствиях и выполнения общих транспортных задач. В июле 2022 года было заявлено, что компания Leonardo Helicopters поставила в Китай 40 AW139. Крупнейший оператор гражданских вертолетов в Китае, CITIC Offshore Helicopter, эксплуатирует восемь AW139.
В сентябре 2018 года ВВС США (USAF) объявили, что MH-139, вариант AW139, стал победителем конкурса на замену Bell UH-1N и служба закупит до 84 самолетов MH-139. 19 декабря 2019 года ВВС США получили первый MH-139A Grey Wolf на авиабазе Эглин. Летные испытания начались в 2020 году. Проверяющих чиновников ВВС США не устроило расположение стрелка в кабине, хотя оно и отвечало установленным требованиям. Также обсуждались альтернативные конфигурации кабины. В начале марта 2023 года ВВС США приняли положительное решение по Milestone C и выдали контракт LRIP на 285 миллионов долларов на первые 13 самолетов MH-139. Производство началось спустя несколько дней.

## Сборка и использование в России
В июне 2008 года на территории России начал работу официальный эксклюзивный дистрибьютор Leonardo Helicopters (в то время - «AgustaWestland») в России и странах СНГ Exclases Group.
6 ноября 2008 года «Оборонпром» и итальянская компания «AgustaWestland» подписали соглашение о создании в России совместного предприятия по сборке вертолётов модели AW139. В дальнейшем было создано совместное предприятие HeliVert (ЗАО «ХелиВерт»), совладельцами которого стали российский холдинг «Вертолёты России» (40%) и «AgustaWestland» (60%).
В июне 2010 года было объявлено, что AgustaWestland и «Роствертол» к 2012 году построят завод в Томилино, Московская область и организуют производство AW139. Строительство началось 22 июня 2010 года. Производство должно было начаться в конце 2011 года, когда компания «ЮТэйр» заказала 20 вертолётов AW139, и вырасти до 20 машин в год к 2015 году. 
В декабре 2012 года на «ХелиВерте» был собран первый вертолёт, который впервые поднялся в воздух 19 декабря 2012 года. В 2013 году компания «ЮТэйр — Вертолётные услуги» начала эксплуатацию первых двух вертолётов в VIP-комплектации для корпоративных перевозок из запланированного парка в 10 ВС, а также было подписано соглашение между AgustaWestland и ЮТэйр о создании в России центра технического обслуживания AW139 на технической базе «ЮТэйр-Инжиниринг», в январе того же года Министерство обороны России рассматривало возможность размещения заказа семи AW139.
В январе 2014 года компания «ХелиВерт» получила сертификат одобрения Авиационного регистра Межгосударственного авиационного комитета на начало производства коммерческих AW139. В сентябре 2014 года был получен сертификат на проведение комплексного технического обслуживания и ремонта вертолетов данного типа на предприятии в Томилино.
Каталожная стоимость AW139 зависит от выбранной конфигурации и варьируется в пределах €14,5-16,5 млн (EXW).
31 декабря 2014 года появились сообщения, что «Роснефть», «Ростех» и «Finmeccanica» подписали трёхстороннее соглашение о стратегическом партнёрстве, в рамках которого стороны создадут совместное предприятие на базе завода HeliVert, а «Роснефть» станет новым партнёром совместного российско-итальянского предприятия, сформирует якорный заказ и станет пилотным заказчиком. До 2025 года HeliVert планирует изготовить и поставить «Роснефти» 160 вертолётов AW189. В соответствии с достигнутыми договорённостями будет осуществляться сборка, поставка, послепродажное обслуживание и обучение. В рамках проекта планируется также обеспечить локализацию производства AW189 в России поэтапно до 2025 года. Генеральный директор «Ростеха» Сергей Чемезов отметил, что проект будет реализован на основе соглашения об эксклюзивной лицензии, дающей право HeliVert на производство этих вертолётов, их продажу в России и странах СНГ.

## Тактико-технические характеристики
- Максимальный взлётный вес: 7000 кг
- Максимальная скорость: 310 км/ч
- Крейсерская скорость: 306 км/ч
- Максимальная дальность полёта (с дополнительным баком на 500л и без резерва): 1061 км
- Максимальная длительность полёта: 5 ч 13 мин
- Динамический потолок: 6069 м
- Потолок в режиме O.E.I.: 3536 м
- Висение в зоне влияния земли: 4682 м
- Висение вне зоны влияния земли: 2478 м
- Полёты по категории А для схемы вертикального взлёта и посадки: 945 м
- Максимальная длина: 16,66 м
- Максимальная высота: 4,98 м
- Диаметр винта: 13,80 м
- Топливный бак стандартный: 1588 литров
- Топливный бак дополнительный: 500 литров
- Экипаж/ пассажиры: 1 или 2 пилота, до 15 пассажиров, число пассажиров в VIP конфигурации — 5-8
- Силовая установка: 2 × Pratt & Whitney Canada PT6C-67C с FADEC
- Максимальная взлётная мощность: 2 × 1679 л.с.

## Модификации и обозначения
AB139
Оригинальный серийный самолет итальянской сборки, построено 54 самолета.
AW139
Обозначения модели начиная с 55-го самолета, построенного в Италии.
AW139 (конфигурация с длинным носом)
Вариант с удлиненным носом и увеличенным пространством для авионики, построенный в Италии и США.
AW139M
Военная модификация, которая способна нести различное вооружение.
HH-139A
Обозначение итальянских ВВС для AW139M с поисково-спасательной конфигурацией.
VH-139A
Обозначение ВВС Италии для AW139s в VIP-конфигурации.
HH-139B
Обозначение итальянских ВВС для более новых AW139.
UH-139C
Для государственной полиции Италии.
UH-139D
Для итальянских карабинеров.
PH-139D
Для Итальянской финансовой гвардии.
US139
Военный вариант, предложенный компанией AgustaWestland для участия в программе легких утилитарных вертолетов армии США в партнерстве с L-3 Communications.
MH-139 Grey Wolf
Военный вариант от Boeing в партнерстве с Leonardo. Он был выбран ВВС США для замены своего парка UH-1N. ВВС США приняли свой первый MH-139 в декабре 2019 года и назвали его "Grey Wolf".
AW139W
Вариант, предложенный польским вооруженным силам.

## Операторы

### Военные и правительственные операторы
- Австралия: Правительство Квинсленда, Служба скорой помощи Нового Южного Уэльса (2 в использовании с 2008);
- Азербайджан: Азербайджанские авиалинии (сделаны заказы на восемь AW139s и два AW189s)[74][75];
- Алжир: 3 единицы в Морской авиации, 8 единиц в ВВС
- Ангола: 4 единицы в ВВС[76]
- Бангладеш: 2 единицы в ВВС[76]
- Беларусь:[77]
- Буркина-Фасо: 1 единица в ВВС[76]
- Египет: 2 единицы в ВВС[76]

- Замбия: 1 в строю по состоянию на 2022 год[76]
- Индия: используется для перевозки главного министра штата Андхра-Прадеш;
- Иордания: 3 единицы в ВВС[76]
- Ирландия: Воздушный корпус Ирландии — 6 AW139 на вооружении по состоянию на 2024 год[78].
- Италия: Береговая охрана Италии — 30 AW139 на вооружении по состоянию на 2024 год[79].
- Испания: Береговая охрана Испании[80];
- Катар: 21 единица в ВВС[76]
- Кения: 3 единицы в ВВС и 2 единицы в жандармерии[76]
- Китай: Пекинское муниципальное бюро общественной безопасности;
- Кипр ― 3 AW139 на вооружении в ВВС по состоянию на 2024 год[81]
- Колумбия: 1 единица в ВВС[76]
- Ливан: 1 единица в ВВС[76]
- Мальта: 3 AW139 на вооружении по состоянию на 2024 год[82]
- Малайзия: Береговая охрана Малайзии (заказаны 3 машины, поставка 2010);
- Намибия: в составе правительственной авиации;
- Непал: Непальское Армейское Воздушное сообщение
- Нигерия: 2 единицы в ВВС[76]
- Нидерланды: Полиция Нидерландов (заказаны 2 машины на 2009)[83];
- Оман: Полиция Омана;
- Пакистан: 7 единиц в Сухопутных силах и 14 единиц в ВВС[76]
- Панама: 8 единиц в национальной службе аэронавтики[76]
- Республика Корея: Национальное агентство морской полиции (поставка 2009);
- Россия: Специальный лётный отряд «Россия» (4 шт. на 2017 год)
- Руанда: 1 единица в ВВС[76]
- Сенегал: 1 единица в ВВС[76]
- Таиланд: 2 единицы в Сухопутных силах[76]
- Тринидад и Тобаго: 4 единицы в ВВС[76]
- ОАЭ: ВВС ОАЭ - 15 единиц[76]
- США: Погранично-таможенная служба США, Пожарный департамент Лос-Анджелеса;
- Туркменистан: Государственная пограничная служба Туркменистана - 2 единицы, ВВС Туркменистана - более 2х единиц[76] (несколько единиц на 2018 год и  заказано 8 штук)[84]
- Чили: 1 единица в жандармерии[76]
- Эстония: Береговая охрана Эстонии;
- Эфиопия: 1 единица в ВВС[76]
- Япония: Береговая охрана Японии 18 единиц[76], Полицейский департамент Токийского метрополитена;

### Гражданские операторы
- Канада:
  - CHC Helicopter
  - Ornge, Онтарио, Канада (заказано 10 машин, поставка 2010—2012)[85]
  - Служба спасения Альберты (STARS), Альберта, Канада (заказаны 2 машины, поставка 2008—2009)
  - London Air Services[86].
- Эстония: Copterline, начало эксплуатации 2008. Регулярные полёты происходят между Таллином (Эстония) и Хельсинки (Финляндия)[87].
- Финляндия: Copterline, заменили S-76.
- Нидерланды: CHC Netherlands
- Норвегия: Lufttransport
- Новая Зеландия: Helicopters New Zealand (Helicopters NZ), 7 машин. Для использования компанией Shell.
- ЮАР: Fire Blade investments, Anglo Platinuim
- Великобритания: CHC Scotia, для HM Coastguard (Береговая охрана). FB Heliservices, 2 машины.
- США: Era Helicopters
- Китай: HeliExpress — намечено гражданское обслуживание между Гонконгом, Макао и Китаем. Заказано 6.
- Россия:
  - ЮТэйр — 7 машин. Борта 01974, 01795 — базируются в Сочи. Борта 01976, 01977, 01992, 01993, 01994 в Москве.
  - Авиасервис, работающий под торговой маркой «Heli Club», заказал в мае 2010 года один вертолёт AW139[88].

## Происшествия
- 19 августа 2011 года вертолёт AW139, управляемый компанией Petrobras, упал в море в бассейне Кампос в Бразилии после взлета с морской нефтяной платформы, погибли все четыре человека, находившиеся на борту[89].
- 13 марта 2014 года вертолёт AW139 компании Haughey Air (регистрационный номер G-LBAL) разбился вскоре после взлета из Гиллингема, Норфолк, Великобритания, погибли все четыре человека, находившиеся на борту[90].
- 29 декабря 2018 года вертолёт AW139 службы скорой медицинской помощи Объединенных Арабских Эмиратов, выполнявший задание по подъему раненого, зацепился за самый длинный в мире зиплайн и разбился в Джебель-Джайсе, Рас-эль-Хайма, Объединенные Арабские Эмираты, в результате чего погибли все четыре члена экипажа[91].
- 2 февраля 2019 года вертолёт AW139 компании Caverton Helicopters, на борту которого находился вице-президент Нигерии Йеми Осинбаджо, совершил аварийную посадку в Каббе, штат Коги. Хотя жертв не было, близость аварии к президентским выборам 2019 года вызвала спекуляции о возможной нечестной игре, но компания Caverton объяснила крушение плохой погодой[92].
- 4 июля 2019 года семь человек погибли в результате крушения вертолета AW139 N32CC у небольшого багамского острова в 2 часа ночи. Вертолет был найден под водой несколько часов спустя, примерно в миле от берега. Миллиардер Крис Клайн, его дочь Камерон и ещё пять человек, находившиеся на борту, направлялись во Флориду из-за экстренной медицинской ситуации, возникшей у одного из пассажиров[93].
- 1 февраля 2020 года вертолет AW139 полиции префектуры Фукусима потерпел крушение на рисовом поле в городе Корияма на северо-востоке Японии. Пострадали семь человек из экипажа, в том числе три офицера полиции, два техника и два медицинских работника. Вертолет перевозил сердце для операции по пересадке в больницу Токийского университета. Операция по пересадке была отменена из-за того, что сердце не удалось извлечь вовремя для успешной трансплантации. В момент аварии метеорологическое управление Фукусимы выпустило предупреждение о сильном ветре в Корияме. При столкновении лопасти хвостового и основного роторов отломились[94].